# Gordana Naceva
Gordana Naceva, verheiratete Naceva Bosheva, mazedonisch Гордана Нацева Бошева, (geboren am 30. Oktober 1970 in Jugoslawien) ist eine nordmazedonische Handballfunktionärin und ehemalige Handballtorfrau.

## Vereinskarriere
Naceva wuchs in Sveti Nikole auf, wo sie in ihrer Freizeit Basketball spielte. Da es keinen Basketballclub im Ort gab, trat sie dem Handballclub Ovče Pole bei, wurde dort ins Tor gestellt und meisterte diese Aufgabe. Fortan blieb sie auf dieser Position. Nach vier Jahren bei Ovče Pole erhielt sie einen Ruf zu RK DIN Niš. Im Alter von 17 Jahren spielte sie mit dieser Mannschaft in der ersten jugoslawischen Liga. Nach vier Jahren in Niš wechselte sie zum Verein Kometal Gjorče Petrov in Skopje.
Sie gewann mit Kometal Gjorče Petrov Skopje 13-mal die nordmazedonische Meisterschaft und 12-mal den nationalen Pokalwettbewerb. In der Spielzeit 2001/02 gewann sie die EHF Champions League.

## Auswahlmannschaften
Sie spielte für jugoslawische Nachwuchsauswahlen. Sie stand auch im Aufgebot der jugoslawischen Nationalmannschaft. Mit der nordmazedonischen Nationalmannschaft nahm sie an der Weltmeisterschaft 1997, der Europameisterschaft 1998, der Weltmeisterschaft 1999 und der Europameisterschaft 2000 teil.

## Handballfunktionärin
Nach ihrer Handballkarriere arbeitete sie zunächst im Finanzministerium Nordmazedoniens. Anschließend übernahm sie Tätigkeiten im Handballverband und wurde Präsidentin des Vereins RK Vardar.